# Suutari (ö i Finland, Kymmenedalen)
Suutari är en ö i Finland. Den ligger i Finska viken och i kommunen Fredrikshamn i den ekonomiska regionen  Kotka-Fredrikshamn i landskapet Kymmenedalen, i den södra delen av landet. Ön ligger nära Kotka och omkring 120 kilometer öster om Helsingfors.
Öns area är 1,2 hektar och dess största längd är 220 meter i sydöst-nordvästlig riktning.